# Tamesna (ville)
Pour les articles homonymes, voir Tamesna.
 (juillet 2013).
Si vous disposez d'ouvrages ou d'articles de référence ou si vous connaissez des sites web de qualité traitant du thème abordé ici, merci de compléter l'article en donnant les références utiles à sa vérifiabilité et en les liant à la section « Notes et références ».
Tamesna (en amazigh Tamesna, « plaine », en arabe تامسنا) est une ville nouvelle marocaine semi-construite, située entre Témara et Sidi Yahia Zaer, qui dépend de la préfecture Skhirat-Témara, dans la région Rabat-Salé-Kénitra. Elle est à seulement 12 kilomètres de la plage de Skhirat et à 11 kilomètres de Témara.

## Histoire
Tamesna est une ville satellite de Rabat fondée pour absorber le surcroit de la population à Rabat et Témara, et pour loger les habitants des bidonvilles des localités avoisinantes dans des logements sociaux. En 2014, elle comptait environ 30 000 habitants dans 11 000 logements réalisés sur les 55 000 logements programmés au total. La ville est pensée à l’époque du gouvernement Jettou en 2004 et inaugurée le 13 mars 2007 par Mohammed VI. La construction est supervisée par le groupe public Al Omrane.

### Scandale
En 2015, les logements de plus de 3 000 ménages ayant versé des avances n'ont toujours pas été livrés. Le roi Mohammed VI ordonne une enquête. En outre, un retard considérable dans la réalisation de la P4018, reliant la ville de Tamesna directement à Rabat, provoque un nouveau scandale: cette fois-ci, ce sont la société publique Al Omrane et le ministre de l'Équipement qui sont responsables.